# サンプル (グラフィックス)
コンピュータグラフィックスにおけるサンプル（英: sample）または標本（ひょうほん）とは、あるピクセルに割り当てられた単一チャンネル分の標本化された情報である。呼称はシステムによって異なり、OpenGLやGDI、DirectX、Quartz 2Dではこれはコンポーネント（英: component）または成分（せいぶん）と呼ばれ、「サンプル」がピクセル単位など一揃いの色情報を指し示す場合もある。
下図に24ビットRGBの、3つのサンプルからなるピクセルフォーマットを例示する。
この図例では、赤は9ビット、緑は7ビット、青は8ビットを占めており、ピクセルあたり合計24ビットの情報量となっている。このピクセルフォーマット例はあくまで解説用であり、実際は8:8:8の配分の方が一般的であるが、このように各サンプルのビット長は等分でない場合もある。例えば、16ビットRGBでは輝度に最も影響する緑の品質を優先して5:6:5の配分が使われたりもする。また、16ビットRGBで5:5:5に配分された場合の余分の1ビットなど、どのサンプルにも属しない未使用領域を伴う場合もある。
ピクセルに含まれるサンプル数も様々であり、例えばRGBA色空間ではピクセルあたり4つのサンプルを含む。YUV色空間では隣接する複数ピクセルの情報をまとめる「マクロピクセル」の概念が利用され、例えば4:2:2に配分されたYUVでは、2ピクセル分のマクロピクセルに輝度2つとU・V色差1つずつの合計4つのサンプルを含み、色差情報が両ピクセルで共有されたりもする。
フレームバッファの内容といった、画像とディスプレイのチャンネル構成が一致する場面であれば、各サンプルは液晶ディスプレイなどのサブピクセルとも対応関係を持つであろう。